# Tal Laufer
Tal Laufer (hebräisch טל לאופר; * 27. Dezember 1985 in Tel-Aviv) ist ein israelischer Schriftsteller.
Laufer schloss die Schule mit 17 ab und studiert im Moment an der Fakultät für Geschichte und Jüdische Geschichte der Universität von Tel Aviv. Trotz seines jungen Alters schafft es Laufer, in seinen Büchern so wichtige Dinge anzusprechen, wie die Freiheit der Rede und der Religion, das Recht der Existenz aller Lebewesen, das Menschenrecht auf Freiheit, die Behandlung von Schwächeren und mehr. Er schreibt Kinder- und Jugendbücher.

## Auf Deutsch erschienene Werke
- Bigfoot („ביגפוט“)

| Personendaten    | Personendaten               |
| ---------------- | --------------------------- |
| NAME             | Laufer, Tal                 |
| ALTERNATIVNAMEN  | טל לאופר (hebräisch)        |
| KURZBESCHREIBUNG | israelischer Schriftsteller |
| GEBURTSDATUM     | 27. Dezember 1985           |
| GEBURTSORT       | Tel-Aviv                    |